# Bertilia hantamensis
 Bertilia hantamensis ((J.C.Manning & Goldblatt) Cron, 2013) è una specie di pianta angiosperma dicotiledone della famiglia delle Asteraceae (sottofamiglia Asteroideae).  Bertilia hantamensis è anche l'unica specie del genere  Bertilia (Cron, 2013).

## Etimologia
Il nome del genere è stato dato in onore del botanico Rune Bertil Nordenstam (1936-) che ha enormemente contribuito alla conoscenza sistematica delle Asteraceae e delle Senecioneae.
Il nome scientifico della specie è stato definito dai botanici John Charles Manning (1962-), Peter Goldblatt (1943-) e Glynis V. Cron nella pubblicazione " South African Journal of Botany. Pretoria" (S. African J. Bot. 88: 15) del 2013. Il nome scientifico del genere è stato definito dal botanico Glynis V. Cron nella stessa pubblicazione.

## Descrizione
Habitus. Bertilia hantamensis ha un habitus di tipo erbaceo annuale. Le superfici delle piante possono essere sia glabre (in alto) che pubescenti (in basso). L'altezza varia da 12 a 30 cm.
Radici. Le radici in genere sono secondarie da rizoma e possono essere fibrose. I rizomi sono striscianti o legnosi.
Fusto. La parte aerea è eretta e ramosa principalmente vicino alla base.
Foglie. Le foglie sono soprattutto basali e disposte in modo alternato (appassiscono precocemente). Sono picciolate con forme della lamina da oblanceolate-intere (alla base) fino (in alto) a ellittiche e pennatifide. I margini sono grossolanamente dentati (in basso) e lobati (in alto). Dimensione delle foglie: larghezza 5 – 30 mm; lunghezza 20 – 70 mm.
Infiorescenza. Le sinflorescenze sono composte capolini solitari. I capolini sono terminali peduncolati di tipo radiato e sono formati da un involucro, con forme campanulate, composto da diverse brattee, al cui interno un ricettacolo fa da base ai fiori di due tipi: quelli esterni del raggio e quelli più interni del disco. Le brattee, da 10 a 13 con forme oblungo-ovate e lunghe 6 - 8,5 mm, sono disposte in modo embricato di solito su una sola serie e possono essere connate alla base. Il ricettacolo è nudo (senza pagliette a protezione della base dei fiori); la forma è piatta. Dimensione dell'involucro: 6 – 13 mm.
Fiori.  I fiori sono tetra-ciclici (formati cioè da 4 verticilli: calice – corolla – androceo – gineceo) e pentameri (calice e corolla formati da 5 elementi). Sono inoltre ermafroditi, più precisamente i fiori del raggio (quelli ligulati e zigomorfi) sono femminili; mentre quelli del disco centrale (tubulosi e actinomorfi) sono bisessuali o a volte funzionalmente maschili.
- Formula fiorale:

*/x K {\displaystyle \infty }, [C (5), A (5)], G 2 (infero), achenio
- Calice: i sepali del calice sono ridotti ad una coroncina di squame.
- Corolla: nella parte inferiore i petali della corolla sono saldati insieme e formano un tubo. In particolare le corolle dei fiori del disco centrale (tubulosi) terminano con delle fauci dilatate a raggiera con cinque lobi. I lobi terminano in modo conico. Nella corolla dei fiori periferici (ligulati) il tubo si trasforma in un prolungamento ellittico con 5 venature, terminante più o meno con cinque dentelli. Il colore delle corolle è giallo.
- Androceo: gli stami sono 5 con dei filamenti liberi. La parte basale del collare dei filamenti può essere dilatata. Le antere invece sono saldate fra di loro e formano un manicotto che circonda lo stilo. Le antere sono minuziosamente sagittate; a volte sono presenti delle appendici apicali che possono avere varie forme (principalmente lanceolate). La struttura delle antere è di tipo tetrasporangiato, raramente sono bisporangiate. Il tessuto endoteciale è radiale o polarizzato. Il polline è tricolporato (tipo "helianthoid").[11]
- Gineceo: lo stilo è biforcato con due stigmi nella parte apicale. Gli stigmi sono da ottusi o arrotondati; possono avere un ciuffo di peli radicali o in posizione centrale; possono inoltre essere ricoperti da minute papille; altre volte i peli sono di tipo penicillato. Le superfici stigmatiche sono laterali e discrete.  L'ovario è infero uniloculare formato da 2 carpelli.

Frutti. I frutti sono degli acheni con pappo. La forma degli acheni è da strettamente ellissoide a fusiforme; la superficie è percorsa da diverse coste longitudinali e può essere glabra per peli mucillaginosi. Possono essere presenti delle ali o degli ispessimenti marginali. Non sempre il carpoforo è distinguibile. Il colore del frutto può essere nero o bruno. Il pappo, pluriseriato, è formato da numerose setole snelle, bianche e connate alla base.

## Biologia
Impollinazione: l'impollinazione avviene tramite insetti (impollinazione entomogama tramite farfalle diurne e notturne).
Riproduzione: la fecondazione avviene fondamentalmente tramite l'impollinazione dei fiori (vedi sopra).
Dispersione: i semi (gli acheni) cadendo a terra sono successivamente dispersi soprattutto da insetti tipo formiche (disseminazione mirmecoria). In questo tipo di piante avviene anche un altro tipo di dispersione: zoocoria. Infatti gli uncini delle brattee dell'involucro (se presenti) si agganciano ai peli degli animali di passaggio disperdendo così anche su lunghe distanze i semi della pianta. Inoltre per merito del pappo il vento può trasportare i semi anche a distanza di alcuni chilometri (disseminazione anemocora).

## Distribuzione e habitat
La specie di questa voce è distribuita in Sudafrica.

## Tassonomia
La famiglia di appartenenza di questa voce (Asteraceae o Compositae, nomen conservandum) probabilmente originaria del Sud America, è la più numerosa del mondo vegetale, comprende oltre 23.000 specie distribuite su 1.535 generi, oppure 22.750 specie e 1.530 generi secondo altre fonti (una delle checklist più aggiornata elenca fino a 1.679 generi). La famiglia attualmente (2021) è divisa in 16 sottofamiglie; la sottofamiglia Asteroideae è una di queste e rappresenta l'evoluzione più recente di tutta la famiglia.

### Filogenesi
Il genere di questa voce appartiene alla sottotribù Senecioninae della tribù Senecioneae (una delle 21 tribù della sottofamiglia Asteroideae). In base ai dati filogenetici la sottotribù, all'interno della tribù, occupa il "core" della tribù e insieme alla sottotribù Othonninae forma un "gruppo fratello".
I seguenti caratteri sono indicativi per la sottotribù:
- il portamento è molto vario (erbe, arbusti, liane, epifite, alberelli o alberi);
- le foglie sono sia basali che cauline disposte in modo alternato;
- sono presenti capolini sia radiati, disciformi o discoidi;
- le antere sono tetrasporangiate, raramente bisporangiate.

La struttura della sottotribù è molto complessa e articolata (è la più numerosa della tribù con oltre 1.200 specie distribuite su un centinaio di generi) e al suo interno sono raccolti molti sottogruppi caratteristici le cui analisi sono ancora da completare. Il genere della specie di questa solo recentemente è stato segregato dal genere Emilia e, dalle analisi filogenetiche molecolari, è risultato associato (un clade ben sostenuto) ad altri tre generi: Bolandia, Stilpnogyne e Mesogramma. In particolare nella filogenesi risulta formare con Bolandia un "gruppo fratello". Si distingue da quest'ultimo genere per gli acheni con una cresta di peli sulla nervatura interna del raggio, per il ciclo biologico annuale, per gli apici conici delle corolle dei fiori del disco e lo stile da ottuso a arrotondato.
Il cladogramma, semplificato e tratto dallo studio citato, mostra una delle possibili strutture filogenetiche di questo gruppo di generi.
|  | Mesogramma                                                        |
|  |                                                                   |
|  | \| \| Bolandia \| \| \| \| \| \| Bertilia hantamensis \| \| \| \| |
|  |                                                                   |
|  | Bolandia                                                          |
|  |                                                                   |
|  | Bertilia hantamensis                                              |
|  |                                                                   |

|  | Bolandia             |
|  |                      |
|  | Bertilia hantamensis |
|  |                      |

|  | Mesogramma                                                        |
|  |                                                                   |
|  | \| \| Bolandia \| \| \| \| \| \| Bertilia hantamensis \| \| \| \| |
|  |                                                                   |
|  | Bolandia                                                          |
|  |                                                                   |
|  | Bertilia hantamensis                                              |
|  |                                                                   |

|  | Bolandia             |
|  |                      |
|  | Bertilia hantamensis |
|  |                      |

|  | Mesogramma                                                        |
|  |                                                                   |
|  | \| \| Bolandia \| \| \| \| \| \| Bertilia hantamensis \| \| \| \| |
|  |                                                                   |
|  | Bolandia                                                          |
|  |                                                                   |
|  | Bertilia hantamensis                                              |
|  |                                                                   |

|  | Bolandia             |
|  |                      |
|  | Bertilia hantamensis |
|  |                      |

|  | Mesogramma                                                        |
|  |                                                                   |
|  | \| \| Bolandia \| \| \| \| \| \| Bertilia hantamensis \| \| \| \| |
|  |                                                                   |
|  | Bolandia                                                          |
|  |                                                                   |
|  | Bertilia hantamensis                                              |
|  |                                                                   |

|  | Bolandia             |
|  |                      |
|  | Bertilia hantamensis |
|  |                      |

I caratteri distintivi per la specie  Bertilia hantamensis sono:
- si tratta di un endemismo del Sudafrica a ciclo biologico annuale;
- i capolini sono di tipo radiato con fiori gialli;
- le corolle dei fiori del disco hanno gli apici conici.

### Sinonimi
Sono elencati alcuni sinonimi per questa entità:
- Emilia hantamensis J.C.Manning & Goldblatt, 2001